# جبهه تحریر سوریه
جبهه تحریر سوریه (به عربی:جبهة تحریر سوریا) یک گروه انقلابی در سوریه است که در ۱۸ فوریه ۲۰۱۸ از ادغام گروه‌های احرار شام و جنبش نورالدین زنکی تشکیل شد اما بعداً سایر گروه‌های شورشی از جمله تیپ بازهای شام به آن پیوستند.
این گروه در مناطق مختلف سوریه حضور دارد و اصلی‌ترین رقیب تحریر الشام است و از سال ۲۰۱۷ تا ۲۰۱۸ در درگیری‌های مختلف با تحریر الشام مناطقی را در استان ادلب به کنترل خود درآورده بود.